# 알바니아 국가경찰
알바니아 국가 경찰(알바니아어: Policia e Shtetit)은 알바니아의 국가 경찰이자 법 집행 기관이다. 알바니아 사회주의 인민공화국의 붕괴와 1991년 이후의 정치 다원주의가 알바니아 내에 안착하며, 알바니아 경찰의 구조에도 중요한 변화가 이루어졌다. 공공질서부와 집행위원회 총국은 1991년 4월에 설립되었고, 1991년 7월 새롭게 제정된 법률에 따라 공공질서 경찰이 창립되었다. 당시 경찰력의 80%에 가까운 인력이 새로운 인력으로 대체되었다. 1991년 11월 4일, 알바니아 경찰은 국제형사경찰기구에 가입하였다. 알바니아의 경찰 신고 전화는 129이다.

## 같이 보기
- 시구리미